# Giovani Hernández
Emmanuel Giovani Hernández Neri (ur. 4 stycznia 1993 w Guadalajarze) – meksykański piłkarz występujący na pozycji ofensywnego pomocnika lub skrzydłowego, od 2023 roku zawodnik Correcaminos UAT.

## Kariera klubowa
Hernández pochodzi z Guadalajary i jest wychowankiem akademii juniorskiej tamtejszego klubu Chivas de Guadalajara. Do pierwszej drużyny został włączony jako dziewiętnastolatek przez holenderskiego szkoleniowca Johna van ’t Schipa i w Liga MX zadebiutował 22 lipca 2012 w przegranym 1:2 spotkaniu z Tolucą. Premierowego gola w najwyższej klasie rozgrywkowej strzelił natomiast 16 marca 2014 w wygranej 1:0 konfrontacji z Leónem, natomiast rok później – w wiosennym sezonie Clausura 2015 – dotarł z Chivas do finału krajowego pucharu – Copa MX. Pełnił jednak przeważnie rolę rezerwowego, wobec czego bezpośrednio po tym udał się na wypożyczenie od beniaminka najwyższej klasy rozgrywkowej – ekipy Dorados de Sinaloa z siedzibą w Culiacán, gdzie spędził pół roku bez większych sukcesów.
W lipcu 2016 Hernández został wypożyczony do drugoligowego Deportivo Tepic. Jako podstawowy zawodnik występował tam przez rok, po czym drużyna Tepic została rozwiązana, a on sam powrócił na najwyższy szczebel, na zasadzie wypożyczenia dołączając do ekipy Tiburones Rojos de Veracruz.

## Kariera reprezentacyjna
W lutym 2013 Hernández został powołany przez Sergio Almaguera do reprezentacji Meksyku U-20 na Mistrzostwa Ameryki Północnej U-20. Tam pozostawał jednak wyłącznie rezerwowym swojej drużyny, rozgrywając dwa z pięciu możliwych spotkań (po wejściu z ławki). Meksykanie – pełniący wówczas rolę gospodarzy – triumfowali ostatecznie w tym turnieju, pokonując w finale po dogrywce USA (3:1).

## Statystyki kariery
| Guadalajara | 2012–2013 | Meksyk | Liga MX    | 13 | 0  | –  | – | – | – | – | 13  | 0  |
| Guadalajara | 2013–2014 | Meksyk | Liga MX    | 22 | 2  | 8  | 2 | – | – | – | 30  | 4  |
| Guadalajara | 2014–2015 | Meksyk | Liga MX    | 27 | 2  | 10 | 3 | – | – | – | 37  | 5  |
| Dorados     | 2015–2016 | Meksyk | Liga MX    | 10 | 0  | 5  | 0 | – | – | – | 15  | 0  |
| Guadalajara | 2015–2016 | Meksyk | Liga MX    | 0  | 0  | 6  | 0 | – | – | – | 6   | 0  |
| Tepic       | 2016–2017 | Meksyk | Ascenso MX | 26 | 7  | 3  | 0 | – | – | – | 29  | 7  |
| Veracruz    | 2017–2018 | Meksyk | Liga MX    |    |    |    |   | – | – | – |     |    |
| Ogółem      | Ogółem    | Ogółem | Ogółem     | 98 | 11 | 32 | 5 | – | – | – | 130 | 16 |